# Crepidomanes majorae
Crepidomanes majorae är en hinnbräkenväxtart som först beskrevs av Watts, och fick sitt nu gällande namn av Elsie Maud Wakefield. Crepidomanes majorae ingår i släktet Crepidomanes och familjen Hymenophyllaceae. Inga underarter finns listade.